# Tetracoccus capensis
Tetracoccus capensis là một loài thực vật có hoa trong họ Picrodendraceae. Loài này được (I.M.Johnst.) Croizat miêu tả khoa học đầu tiên năm 1942.